# Hersha Parady
Hersha Parady (* 25. Mai 1945 in Berea, Ohio; † 23. August 2023 in Norfolk, Virginia) war eine US-amerikanische Schauspielerin. Sie wurde 1976 mit der Rolle der Alice Garvey in der Serie Unsere kleine Farm bekannt. 

## Karriere
Ihren ersten Auftritt im Fernsehen hatte Parady 1972 in der Serie Mannix, gefolgt von einem Gastauftritt bei den Waltons (1975). Als Parady in einem Theaterstück Anne Hathaway, die Frau von William Shakespeare, darstellte, waren auch Katherine MacGregor und Richard Bull anwesend. Die beiden waren von Paradys Schauspiel so begeistert, dass sie ihr ein Casting für die Serie Unsere kleine Farm verschafften, in der MacGregor und Bull Mrs. und Mr. Oleson spielten. 
Bald darauf hatte Parady einen Gastauftritt als Charles Ingalls’ Schwägerin; ab 1976 spielte sie dann in 33 Folgen die Rolle der Lehrerin Alice Garvey. Nach Unsere kleine Farm war Parady nur noch vereinzelt in Film und Fernsehen zu sehen, war aber weiterhin als Theaterschauspielerin aktiv.
Parady war mit dem Produzenten John Peverall verheiratet, mit dem sie ein Kind bekam. Sie starb im August 2023 im Alter von 78 Jahren an einem Hirntumor.

## Filmografie (Auswahl)
- 1972: Mannix (Fernsehserie, eine Folge)
- 1975: Die Waltons (The Waltons, Fernsehserie, eine Folge)
- 1976–1980: Unsere kleine Farm (Little House on the Prairie, Fernsehserie, 34 Folgen)
- 1980: The $5.20 an Hour Dream (Fernsehfilm)
- 1981: The Phoenix (Fernsehserie, eine Folge)
- 1995: The Break
- 1996: Teuflische Versuchung (The Babysitter’s Seduction, Fernsehfilm)
- 1997: Kenan & Kel (Fernsehserie, eine Folge)

## Einzelnachweis
1. ↑  Mike Barnes: Hersha Parady, ‘Little House on the Prairie’ Actress, Dies at 78. In: The Hollywood Reporter. 24. August 2023, abgerufen am 24. August 2023 (amerikanisches Englisch).